# Olog
Olog (ook: Olod, Collog, Olloch, Oloch, ’Ollog of Ilig Dere) is een vissersdorp in het noorden van het district Alula, regio Bari, Somalië.
 Olog ligt in het deel van Somalië dat behoort tot de semi-autonome 'staat' Puntland. 
Het dorp ligt aan de kust aan de uiterste noordoostpunt van Somalië, ca. 7,5 km ten westen van Kaap Gardafui waar de wateren van de Indische Oceaan en de Golf van Aden elkaar ontmoeten. Daarmee is Olog de nederzetting die het dichtst bij de uiterste punt van de Hoorn van Afrika ligt. 

Het dorp bestaat uit twee delen: een aantal hutjes langs de kust waar ook de bootjes op het strand liggen, en een meer permanent gehucht ca. 250 m landinwaarts. Het achterland bestaat uit een rotsachtige woestijn. Er zijn geen wegen van of naar Olod. Plaatsjes in de buurt zijn Bereeda, Tooxin, Seen Yar en Seen Weyn.
Klimaat: Olog heeft een woestijnklimaat; er valt vrijwel geen neerslag, slechts ca. 35 mm per jaar met een klein 'piekje' in november van 18 mm, de helft van de jaarlijkse hoeveelheid. De gemiddelde jaartemperatuur bedraagt 26,6 °C. De warmste maand is juni, gemiddeld 29 °C; de koelste maand is februari, gemiddeld 24,6 °C.